# Dele Alli
Bamidele Jermaine Alli (Milton Keynes, 11 april 1996) is een Engels voetballer die doorgaans als middenvelder speelt, nu uitkomend voor Italiaanse eersteklasser Como. Alli debuteerde in 2015 in het Engels voetbalelftal.

## Clubcarrière

### MK Dons
Alli stroomde in 2011 door uit de jeugdopleiding van Milton Keynes Dons, de club uit zijn geboortestad. Hij debuteerde daarvoor op 2 november 2012 op zestienjarige leeftijd in het eerste elftal, in een wedstrijd in het toernooi om de FA Cup tegen Cambridge City. In de terugwedstrijd scoorde hij zijn eerste doelpunt voor MK Dons, in een wedstrijd die op 6–1 eindigde in het voordeel van MK Dons.

### Tottenham Hotspur
Alli tekende in februari 2015 een contract bij Tottenham Hotspur, dat circa € 6.600.000,- voor hem betaalde aan MK Dons. Tottenham liet hem het lopende seizoen wel afmaken bij de club, op dat moment actief in de League One. Hij sloot zich in juli 2015 vervolgens aan bij Tottenham, waarvoor hij op 8 augustus 2015 zijn debuut maakte in de Premier League, uit bij Manchester United door Eric Dier te vervangen. Op 22 augustus 2015 maakte de middenvelder zijn eerste treffer in de Premier League tegen Leicester City. Op 17 september 2015 maakte Alli zijn Europese debuut in de UEFA Europa League tegen FK Qarabağ. Op 12 januari 2016 verlengde hij zijn contract tot 2021. In zijn eerste seizoen bij de 'Spurs' kwam hij tot tien doelpunten en elf assists. Mede daardoor werd Dele Alli gekozen als PFA Young Player of the Year.
Het seizoen daarop speelde Tottenham in de Champions League, waarin hij debuteerde tegen AS Monaco. Op 7 december 2016 scoorde Alli zijn eerste Europese doelpunt, tegen CSKA Moskou. In januari scoorde Dele vijf keer in vijf wedstrijden waarmee hij de Speler van de Maand januari werd in de Premier League. In de knock-outfase van de Europa League speelde Tottenham tegen KAA Gent. De Spurs gingen niet door, in de thuiswedstrijd ontving Alli een rode kaart. In het seizoen 2016/17 werd hij voor de tweede keer op rij gekozen als PFA Young Player of the Year.
Op 26 september 2018, tijdens het Carabao Cup-duel met Watford, was Alli voor het eerst aanvoerder van Tottenham Hotspur, door afwezigheid van Lloris, Kane en Vertonghen. Hij scoorde ook de 1-1 en in de strafschoppenserie schoot hij de winnende binnen. Het duel werd gespeeld op Stadium MK, waar Alli's oude club MK Dons speelt. In oktober 2018 tekende hij een nieuw contract bij Tottenham tot 2024.

### Everton en Beşiktaş
Alli tekende in januari 2022 bij Everton tot medio 2024. Hij speelde weinig en maakte geen indruk: 13 wedstrijden zonder doelpunten of assists. In augustus 2022 werd hij verhuurd aan Beşiktaş, waar hij twee keer scoorde in 13 duels. Na februari 2023 speelde hij niet meer door een blessure en keerde voortijdig terug naar Everton. Zijn contract liep in juni 2024 af maar bleef nog wel doortrainen bij Everton.

### Como
Op 18 januari 2025 werd bekend dat Alli een contract tot medio 2026 heeft getekend bij Como 1907.

## Clubstatistieken
| Seizoen         | Club               | Competitie      | Competitie | Competitie | Beker | Beker | Europa | Europa | Totaal | Totaal |
| Seizoen         | Club               | Competitie      | Wed.       | Dlp.       | Wed.  | Dlp.  | Wed.   | Dlp.   | Wed.   | Dlp.   |
| --------------- | ------------------ | --------------- | ---------- | ---------- | ----- | ----- | ------ | ------ | ------ | ------ |
| 2012/13         | Milton Keynes Dons | League One      | 2          | 0          | 5     | 1     | —      | —      | 7      | 1      |
| 2013/14         | Milton Keynes Dons | League One      | 33         | 6          | 4     | 1     | —      | —      | 37     | 7      |
| 2014/15         | Milton Keynes Dons | League One      | 39         | 16         | 5     | 0     | —      | —      | 44     | 16     |
| 2015/16         | Tottenham Hotspur  | Premier League  | 33         | 10         | 4     | 0     | 9      | 0      | 46     | 10     |
| 2016/17         | Tottenham Hotspur  | Premier League  | 37         | 18         | 5     | 3     | 8      | 1      | 50     | 22     |
| 2017/18         | Tottenham Hotspur  | Premier League  | 36         | 9          | 9     | 3     | 5      | 2      | 50     | 14     |
| 2018/19         | Tottenham Hotspur  | Premier League  | 25         | 5          | 5     | 2     | 8      | 0      | 38     | 7      |
| 2019/20         | Tottenham Hotspur  | Premier League  | 25         | 8          | 6     | 0     | 7      | 1      | 38     | 9      |
| 2020/21         | Tottenham Hotspur  | Premier League  | 15         | 0          | 4     | 0     | 10     | 3      | 29     | 3      |
| 2021/22         | Tottenham Hotspur  | Premier League  | 10         | 1          | 3     | 0     | 5      | 1      | 18     | 2      |
| 2021/22         | Everton            | Premier League  | 11         | 0          | 0     | 0     | 0      | 0      | 11     | 0      |
| 2022/23         | Everton            | Premier League  | 2          | 0          | 0     | 0     | 0      | 0      | 2      | 0      |
| 2022/23         | → Beşiktaş         | Süper Lig       | 13         | 2          | 2     | 1     | 0      | 0      | 15     | 3      |
| 2023/24         | Everton            | Premier League  | 0          | 0          | 0     | 0     | 0      | 0      | 0      | 0      |
| 2024/25         | Como 1907          | Serie A         | 1          | 0          | 0     | 0     | 0      | 0      | 1      | 0      |
| Carrière totaal | Carrière totaal    | Carrière totaal | 282        | 75         | 51    | 11    | 52     | 8      | 379    | 94     |

## Interlandcarrière
Op 9 oktober 2015 debuteerde Alli in de EK-kwalificatiewedstrijd tegen Estland. Hij viel na 88 minuten in voor Ross Barkley. Drie dagen later mocht de middenvelder opnieuw invallen in de EK-kwalificatiewedstrijd tegen Litouwen. Op 17 november 2015 kreeg hij van bondscoach Roy Hodgson zijn eerste basisplaats toegewezen in de vriendschappelijke interland tegen Frankrijk. Alli bracht Engeland na 38 minuten op voorsprong. Vlak na rust zette Wayne Rooney de 2–0 stand op het bord. Op 16 mei 2016 werd hij opgenomen in de selectie van Engeland voor het Europees kampioenschap voetbal 2016. Engeland werd in de achtste finale uitgeschakeld door IJsland (1–2) na doelpunten van Ragnar Sigurðsson en Kolbeinn Sigþórsson. Alli maakte tevens deel uit van de Engelse selectie voor het WK 2018 in Rusland. Op dat toernooi bereikte Engeland de halve finales, mede door een doelpunt van Alli tegen Zweden in de kwartfinale.

## Privé
Alli is geboren in Milton Keynes, Buckinghamshire als zoon van een Nigeriaanse vader en een Engelse moeder. Hij werd in eerste instantie opgevoerd door zijn moeder, die kampte met alcoholproblemen. Op zijn negende verhuisde hij naar Nigeria met zijn vader, waar hij twee jaar op een internationale school zat, voordat hij terugkeerde naar Engeland. Op zijn dertiende verhuisde hij naar het huis van Alan en Sally Hickford, ouders van een ploeggenoot van Alli bij MK Dons. Hij noemt hun zijn adoptieouders, hoewel hij nooit legaal door ze is geadopteerd. In de zomer van 2016 kondigde Alli aan om met zijn voornaam Dele op zijn shirt te gaan spelen, omdat hij geen connectie voelde met de familie van zijn biologische vader. 
Alli was als kind een fan van Liverpool en zijn idool was Steven Gerrard. Hij en Frank Lampard zag hij als goede rolmodellen vanwege hun professionaliteit. 
Op 13 mei 2020 werd er door twee mannen ingebroken in zijn huis in Noord-Londen en werd hij met een mes bedreigd. Hij werd geslagen en had lichte gezichtsverwondingen. De inbrekers stolen verschillende sieraden, waaronder horloges. 
In juli 2023 vertelde Alli in een podcast van Gary Neville dat hij op zijn zesde seksueel misbruikt is en op zijn achtste drugs ging dealen. Hij vertelde ook dat hij aan het einde van zijn verhuurperiode bij Beşiktaş JK zes weken in revalidatie is gegaan vanwege een slaappilverslaving en mentale gezondsheidsissues.